# Tuberozna skleroza
Tuberozna skleroza (TS) je multisistemska genetska bolezen, ki spada med nevrokutane sindrome (fakomatoze). Zanjo je značilna rast benignih tumorjev v možganih in drugih vitalnih organih, kot so ledvice, pljuča, srce, oči, koža. Klinična slika je odvisna od kombinacije prizadetosti organov; bolezen se lahko izrazi le s kožnimi spremembami ali pa prizadene več organskih sistemov, povzorči zaostanek v razvoju, intelektualni primanjkljaj in epileptične napade. Zaradi pestre klinične slike verjetno velikega števila bolnikov ne prepoznamo. 
Tuberozno sklerozo povzroča mutacija v enem izmed genov TSC1 ali TSC2, ki nosita zapis za beljakovini hamartin in tuberin. Proteina nosita pomembno vlogo v celičnem ciklu, kjer regulirata celično proliferacijo in diferenciacijo. Bolezen je progresivna, kvaliteta življenja in življenjska doba bolnikov sta zmanjšani. Velika novost na področju zdravljenja tuberozne skleroze je mTOR inhibitor everolimus, ki poleg dosedanjega simptomatskega zdravljenja predstavlja usmerjeno zdravljenje, saj posega v moteno celično regulacijo rasti in povzroči zmanjšanje ali celo regresijo tumorskih sprememb.
Najznačilnejša patološka sprememba tuberozne skleroze so tubri. Beseda “tuber” izhaja iz latinščine in pomeni oteklino, medtem ko je beseda “skleros” grškega izvora in pomeni trdo. Tubre je prvič opisal Désiré-Magloire Bourneville v 19. stoletju, zato je bolezen še vedno eponimsko prepoznana kot Bournevillova bolezen.

## Genetika in patofiziologija
Genetska podlaga bolezni je mutacija gena TSC1 ali TSC2, ki nosita zapis za beljakovini hamartin in tuberin. Beljakovinski kompleks tuberin-hamartin preko znotrajceličnega obveščevalnega proteina RHEB (‘Ras homolog enriched in brain’) zavira encim mTOR (‘mamalian target of rapamycin). Mutacija TSC1 ali TSC2 torej posledično povzroči preveliko aktivnost mTOR poti, ki pa je ključna pri uravnavanju delitve celic, prepisovanja beljakovin in odzivanja na celično hipoksijo. Zaradi zmanjšanega zaviralnega vpliva kompleksa tuberin-hamartin se celice neuravnoteženo pogosteje delijo. Nastali tumorji so večinoma benigni, vendar je njihov potencial za pretvorbo v maligno raščo večji.
Klinični sliki TSC1 in TSC2 mutacije sta si sicer podobni, vendar so načeloma mutacije gena za hamartin (TSC1) milejše, zaradi česar je te bolnike klinično tudi težje prepoznati. Pri 80% bolnikov pride do mutacije de novo, le 20% jih bolezen podeduje od staršev. [1]

## Klinična slika
Tuberozna skleroza se kaže s pestro klinično sliko. Ker so prizadeti številni telesni sistemi, se z boleznijo srečujejo zdravniki različnih specialnosti: družinski zdravniki, pediatri, dermatologi, nevrologi, nefrologi in drugi. Najpogosteje sta prizadeta koža in živčevje, zaradi česar bolezen tudi uvrščamo med nevrokutane sindrome (fakomatoze), pogosto pa so prisotne tudi spremembe na ledvicah, srcu, pljučih in očeh.

### Osrednje živčevjein nevropsihiatrični simptomi
V osrednjem živčnem sistemu se pri 90% bolnikov formirajo različne vrste benignih tumorjev. Kljub temu, da so tumorji benigni, lahko zrastejo na strateško pomembnih mestih, kot npr. SEGA pogosto zrastejo ob interventrikularnem formanu Monro in z oviranjem pretoka likvorja lahko povzročijo obstrukcijski hidrocefalus. Posledično naraščanje znotrajmožganskega tlaka se kaže kot bruhanje in zoženje zavesti. 
Kortikalni tuberi lahko povzročijo epilepsijo, ki je prisotna pri 60-90% bolnikov in je pogosto težko nadzorovana s protiepileptičnimi zdravili. Odstotek je morda zavajujoč, saj strokovnjaki predvidevajo, da mnogo bolnikov s TS ni odkritih. [1] Epilepsija se večinoma pojavi v prvih letih življenja. [2] Bolniki s SEGA so kandidati za zdravljenje z everolimusom.
Pri TS so v možganskem tkivu prisotne sledeče spremembe:
- Kortikalni tuberomi, po katerih je bolezen poimenovana
- Subependimalni vozliči, ki zrastejo v stenah ventriklov
- Velikocelični astrocitomi (‘subependymal gygantocellular astrocytoma’ – SEGA) s predilekcijskim mestom ob foramnu Monro
- Radialne migracijske linije, ki nastanejo zaradi motene migracije nevronov in so vidne na magnetnoresonančni sliki kot hiperintenzivni trački bele možganovine

Nevropsihiatrične manifestiacije v sklopu tuberozne skleroze se imenujejo TAND (ang. Tuberous-sclerosis-associated neuropsychiatric disorders) in pomembno prispevajo k prizadetosti bolnikov. Med TAND prištevamo motnje obnašanja, intelektualno oškodovanost in psihosocialne simptome, npr. anksioznost, depresijo, samopoškodovanje, motnje pozornosti, izbruhe jeze. Vsaj en izmed simptomov je enkrat tekom razvoja prisoten pri večini posameznikov s TS. Spekter avtističnih motenj je prisoten v 40-50%, medtem ko je sindrom motenj pozornosti s hiperaktivnostjo (ADHD) prisoten v 30-50%. [3]

### Koža
Kožne spremembe so prisotne pri več kot 90% bolnikov. Večinoma ne povzročajo resnih zdravstvenih težav, so pa v veliko pomoč pri postavitvi diagnoze. Redko lahko povzročijo iznakaženje, v teh primerih  je potrebno zdravljenje.
Najpogostejše kožne spremembe so angiofibromi (adenoma sebaceum), ki imajo obliko papul, razporejenih po licih in nosu v obliki metulja. Pojavijo se v otroštvu. Sestojijo se iz vezivnega tkiva in žilja, vendar so pogosto zmotno proglašeni za akne. Hipomelanotične makule so bledi predeli kože, ki nastanejo zaradi pomanjanka melanina. So edine kožne spremembe, ki so lahko prisotne že ob rojstvu. Pri bolnikih, ki so svetlejše polti, jih lahko odkrijemo z ultravijolično Woodovo svetilko. Hipomelanotičnih makul ne najdemo izključno pri TS; prisotne so lahko tudi pri zdravih posameznikih. Ostale kožne spremembe so obnohtni fibromi (mesnati tumorji, ki zrastejo pod ali v bližini nohtov), čelni fibromi in šagrinske zaplate (ang “Shagreen patches”), predeli zadebeljene usnjate kože, ki je pigmentirana in nagubana kot pomarančna lupina. [2]

### Ledvice
60-80% bolnikov s TS ima tumorje ledvic, imenovane angimiolipomi (AML). Tumorji se sestojijo iz žilnega (angio-), gladkomišičnega (-mio-) in maščobnega (-lip-) tkiva. Čeprav gre za benigne tumorje, so ti lahko zelo nevarni; ob majhnem udarcu ali pa spontano lahko ti tumorji obilno zakrvavijo. AML so pri tuberozni sklerozi multipli in bilateralni, prisotni so tudi pri osebah brez TS, vendar so v tem primeru solitarni. Bolniki s tuberozno sklerozo in AML so kandidati za zdravljenje z everolimusom.

### Pljuča
Pri bolnikih s tuberozno sklerozo zdravo pljučno tkivo lahko nadomestijo številne ciste, kar imenujemo limfangiomiomatoza (LAM). Ker je estrogen vpleten v patofiziologijo LAM, te spremembe najdemo predvsem pri ženskah. 

### Srce
Tudi v srcu se lahko pojavijo benigni tumorji, imenujemo jih rabdomiomi. Odkrijemo jih z ultrazvočno preiskavo. Pri novorojenčkih so prisotni v 90%, pri odraslih pa le v 20%; z razvojem se ti tumorji spontano zmanjšajo ali celo izginejo. Zaradi mesta rasti lahko povzročijo aritmijo ali srčni šum, vendar so te težave navadno omejene na obdobje nosečnosti in prvo leto življenja.

### Oči
Z oftalmološkim pregledom lahko ugotovimo prisotnost hamartomov mrežnice. Spremembe so pogoste, pomagajo pri postavitvi diagnoze in le izjemoma okvarijo vid.

## Diagnoza
Klinično sliko postavimo na podlagi kliničnih kriterijev in genetskega testiranja. Diagnostični kriteriji so bili nazadnje posodobljeni leta 2012. [4] Poleg razdelitve glavnih in pomožnih kriterijev so strokovnjaki poudarili pomen genetskega testiranja bolezni z dokazom mutacije, ki inaktivira TSC1 ali TSC2. Dokaz mutacije zadostuje za diagnozo bolezni, vendar ni nujno potreben; diagnozo lahko postavimo tudi izključno na podlagi kliničnih kriterijev. Pri 10-25% bolnikov s klinčno sliko tuberozne skleroza je mutacija v TSC 1 in 2 odsotna.
Različni klinični znaki, značilni za TS, so razporejeni med glavne in pomožne kriterije. V primeru prisotnosti 2 glavnih kiterijev ali 1 glavnega in vsaj 2 pomožnih je diagnoza dokončna. Če je prisoten 1 glaven ali vsaj 2 pomožna znaka je TS možna. [2]

### Klinični diagnostični kriteriji za tuberozno sklerozo:

#### Glavni kriteriji
| 1  | Hipomelanotične makule (najmanj 5 mm premera, vsaj 3) |
| 2  | Angiofibromi (vsaj 3) ali čelni fibrozni plak         |
| 3  | Obnohtni fibromi (vsaj 2)                             |
| 4  | Šagrinski plak                                        |
| 5  | Multipli hamartomi mrežnice                           |
| 6  | Kortikalne displazije                                 |
| 7  | Subependimalni noduli                                 |
| 8  | Subependimalni velikocelični astrocitom (SEGA)        |
| 9  | Rabdomiom srca                                        |
| 10 | Limfangioleiomiomatoza (LAM)                          |
| 11 | Ledvični angiomiolipomi (AML; vsaj 2)                 |

#### Pomožni kriteriji
| 1 | Konfetne kožne spremembe                                   |
| 2 | Multiple naključno razporejene vdolbinice v zobni sklenini |
| 3 | Fibromi v ustni votlini (vsaj 2)                           |
| 4 | Akromatični plak mrežnice                                  |
| 5 | Multiple ledvične ciste                                    |
| 6 | Neledvični hamartom                                        |

## Zdravljenje
Pred pojavom mTOR zaviralca everolimusa je bilo zdravljenje TS simptomatsko, usmerjeno v preprečevanje zapletov in izboljšanje kakovosti življenja bolnikov. 
V primeru epileptičnih napadov se te preprečuje s protiepileptičnimi zdravili, vendar je popolna remisija dosežena le pri 14%. [1] V primeru refraktarne epilepsije ali rasti subependimalnega gigantoceličnega astrocitoma (SEGA) z razvojem hidrocefalusa je možno operativno zdravljenje. Težavo pri kirurškem zdravljenju lahko predstavlja težek dostop do sprememb, zaradi česar je poseg lahko nevaren. V primeru akutne krvavitve zaradi razpoka ledvičnih angiomiolipomov (AML) ali zaradi nevarne rasti AML (> 4 cm) s tveganjem za krvavitev se lahko opravi embolizacija ali delna resekcija ledvice. Kožne spremembe so nenevarne, a moteče. Možna je učinkovita odstranitev z laserskim posegom, vendar se spremembe lahko znova pojavijo. Velik del pozornosti je namenjen nadzorovanju vedenjskih sprememb.
S spoznanjem, da je pri TS prekomerno aktivna znotrajcelična mTOR obveščevalni mehanizem so znanstveniki odkrili učinkovito zdravilo, mTOR zaviralec everolimus. V Sloveniji je zdravilo everolimus registrirano pod imenom Votubia®, predpiše ga specialist z izkušnjami z zdravljenjem TS. Trenutni terapevtski indikaciji za zdravljenje sta možganski tumor SEGA, ko kirurški poseg ni možen, in ledvični AML, ko so ti bilateralni, multipli in se zaradi njihove velikosti ali anevrizem pričakujejo zapleti (krvavitve). Glede na izsledke raziskave EXIST-3 si morda lahko v prihodnosti obetamo dodatno indikacijo, zdravljenje rezsitentne epilepsije. [5] 

## Epidemiologija
Incidenco TS pri novorojenčkih ocenjujejo na 1:5800, prevalence bolezni pa je 6,8-12,4 na 100 000 ljudi, brez bistvenih razlik glede na spol ali raso. [3]